# Alexandru Roșca (academician)
Alexandru Roșca (n. 8 aprilie 1934) este un filozof moldovean, specialist în filozofie socială, care a fost ales ca membru corespondent al Academiei de Științe a Moldovei.